# Theisoa
Theisoa is een geslacht van vlinders van de familie tastermotten (Gelechiidae).

## Soorten
- T. aetheria Lucas, 1902
- T. constrictella (Zeller, 1873)
- T. multifasciella Chambers, 1875
- T. pallidochrella (Chambers, 1873)